# Sorex granarius
O musaranho-de-dentes-vermelho (Sorex granarius) é uma espécie de
musaranho pertencente ao género Sorex. É um mamífero insectívoro endémico da
Península Ibérica.

## Descrição física
O musaranho-de-dentes-vermelhos tem um tamanho médio dentro das espécies
do género Sorex (Innes, 1994), com comprimento cabeça-corpo de cerca de 63,2 mm, a
cauda comprida (40,4mm) e tem um peso médio de 6,3 gramas (García-Perea et al.,
1997).
Nos adultos, a pelagem do dorso é geralmente tricolor, com pelos cinza,
castanhos e brancos, ficando mais clara nos flancos. O ventre é cinza-claro. Os juvenis
possuem a pelagem mais pálida e é notável a diferença de pelagem entre a parte dorsal e
as partes laterais. A cauda é bicolor (cinza e negra) e as patas são ocres (Madureira e
Ramalhinho, 1981).

## Distribuição geográfica
O musaranho-de-dentes-vermelhos é uma espécie endémica da Península
Ibérica, onde ocorre na faixa litoral a norte do rio Tejo em Portugal (Mira et al., 2003;
Cabral et al., 2005), e no centro de Espanha, nas Serras de Gredos e Guadarrama
(Mitchell-Jones et al. 1999; Cabral et al., 2005).
Esta espécie pode ocorrer desde o nível do mar até aos 2.000 metros de altitude
(Palomo e Gisbert, 2002).

## Habitat e ecologia
O musaranho-de-dentes-vermelhos ocorre em áreas com clima tipicamente
atlântico, com faias (nativas), carvalhos, pinheiros, eucaliptos e áreas húmidas com
vegetação arbustiva densa. Também é encontrado em campos agrícolas, margens de rios
e áreas rochosas perto de zonas agrícolas (Palomo et al., 2008).
Prefere locais húmidos e com densa cobertura do solo (Mathias, 1999), desde
que a precipitação anual seja superior a 600mm (García-Perea et al., 1997; Palomo e
Gisbert, 2002; Cabral et al., 2005).
A sua dieta alimentar é essencialmente composta por invertebrados,
nomeadamente minhocas, insectos, aracnídeos e moluscos (Madureira e Ramalhinho,
1981).
Esta espécie é uma presa muito comum na dieta de aves de rapina como a
coruja-das-torres (Tyto alba), e de alguns carnívoros como o gato-bravo (Felis
silvestris) e o gato-doméstico (Felis silvestris catus) (Cabral et al., 2005).

## Reprodução
A informação sobre a reprodução desta espécie ainda é escassa, no entanto, já
foram registadas fêmeas 6 embriões no ventre na Serra de Gredos, Espanha (Gisbert e
García-Perea, 1988).

## Factores de Ameaça
Em Portugal, esta espécie pode ser afectada negativamente pela destruição e
perda do seu habitat. Também, o uso de pesticidas na agricultura provoca a diminuição
da abundância dos invertebrados, alimento primordial dos musaranhos (Cabral et al.,
2005). No entanto, apesar de não ser conhecida a tendência populacional do musaranhode-
dentes-vermelhos em Portugal, esta espécie não é considerada uma espécie
ameaçada (Palomo et al., 2008).

## Conservação
O musaranho-de-dentes-vermelhos está classificado como Pouco Preocupante
(LC) pela IUCN pois apesar de a população não estar quantificada, a extensão da sua
ocorrência é bastante grande e não há graves ameaças a esta espécie (Palomo et al.,
2008).
Esta espécie encontra-se listada no Apêndice III da Convenção de Berna,
ocorrendo em várias áreas protegidas da sua distribuição geográfica.
Dado que representa um endemismo ibérico, Portugal e Espanha são
particularmente responsáveis pela sua conservação. Assim, é necessário a realização de
estudos que permitam avaliar o estado real das populações para definir futuramente
acções de conservação ao musaranho (Cabral et al., 2005).